# Antonio Antonucci
Antonio Antonucci (Cingoli, 11 novembre 1895 – Milano, 7 agosto 1975) è stato un giornalista italiano.

## Biografia

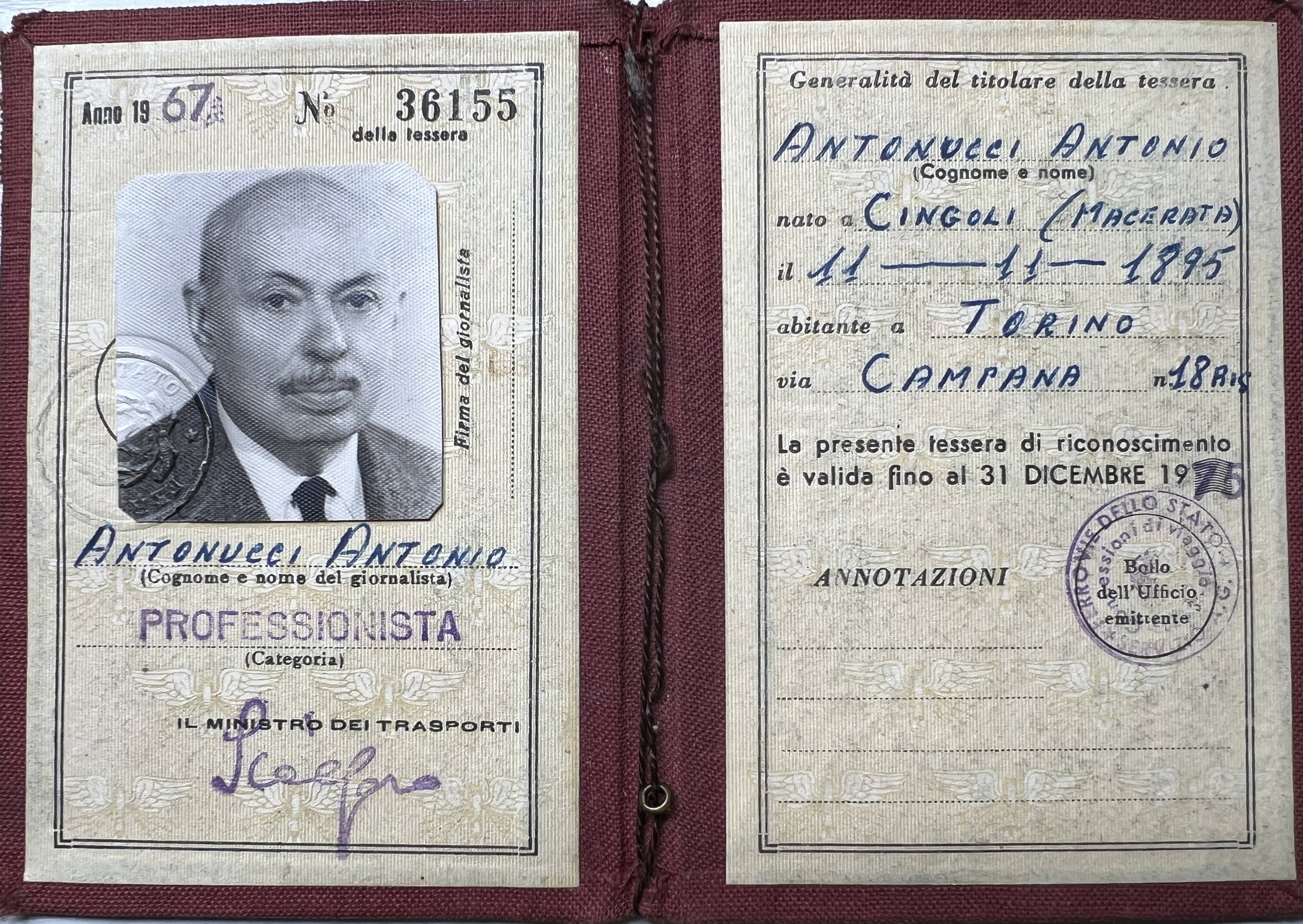

Dopo aver terminato gli studi, dalla nativa Cingoli si spostò a Trieste dove collaborò con Il Popolo di Trieste, quotidiano fascista della Venezia Giulia fondato da Francesco Giunta. Nel 1932 pubblicò "Il topo di Micla", scherzo in un atto che gli valse il primo premio dell'O.N.D. di Trieste. 

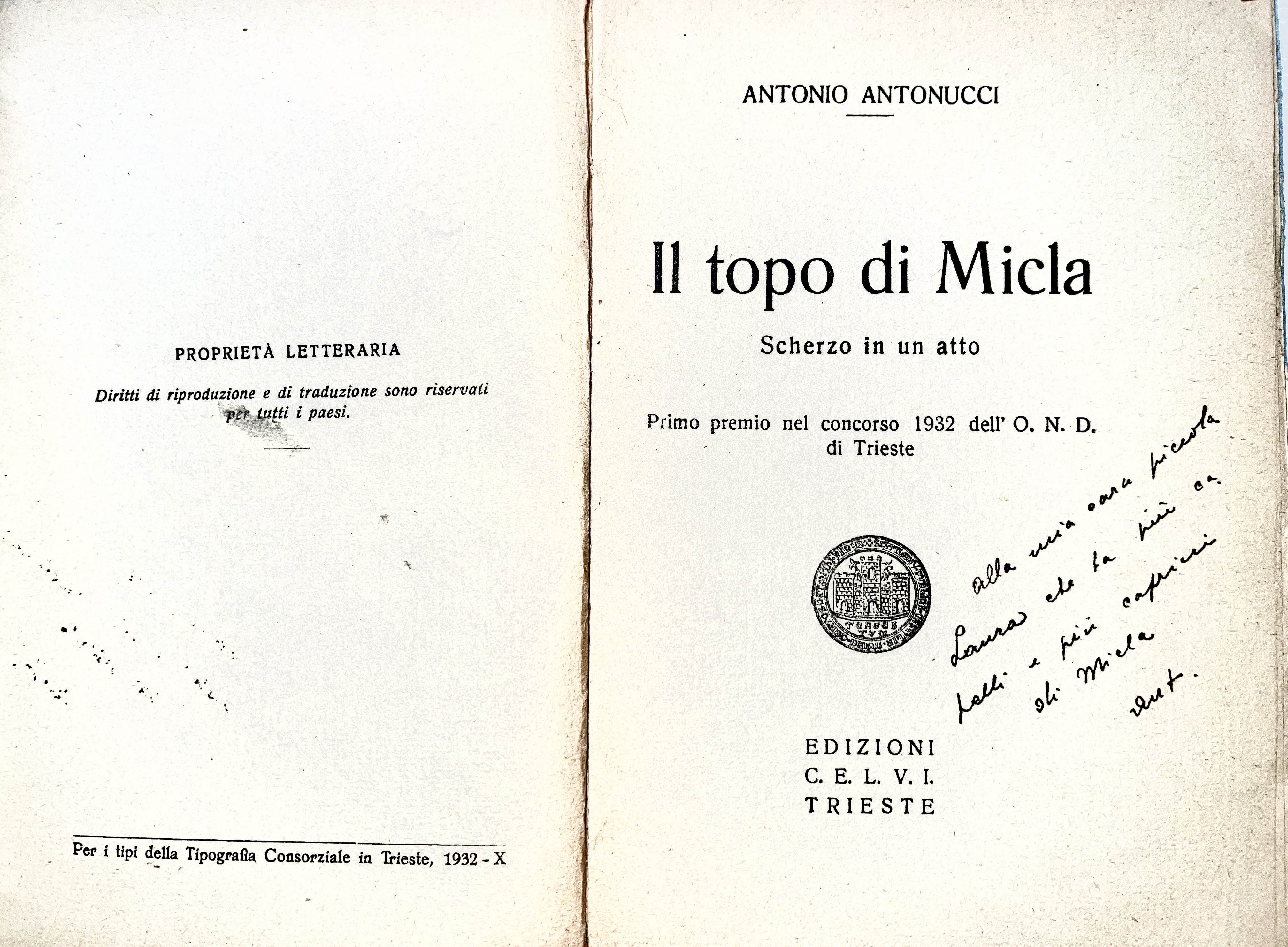

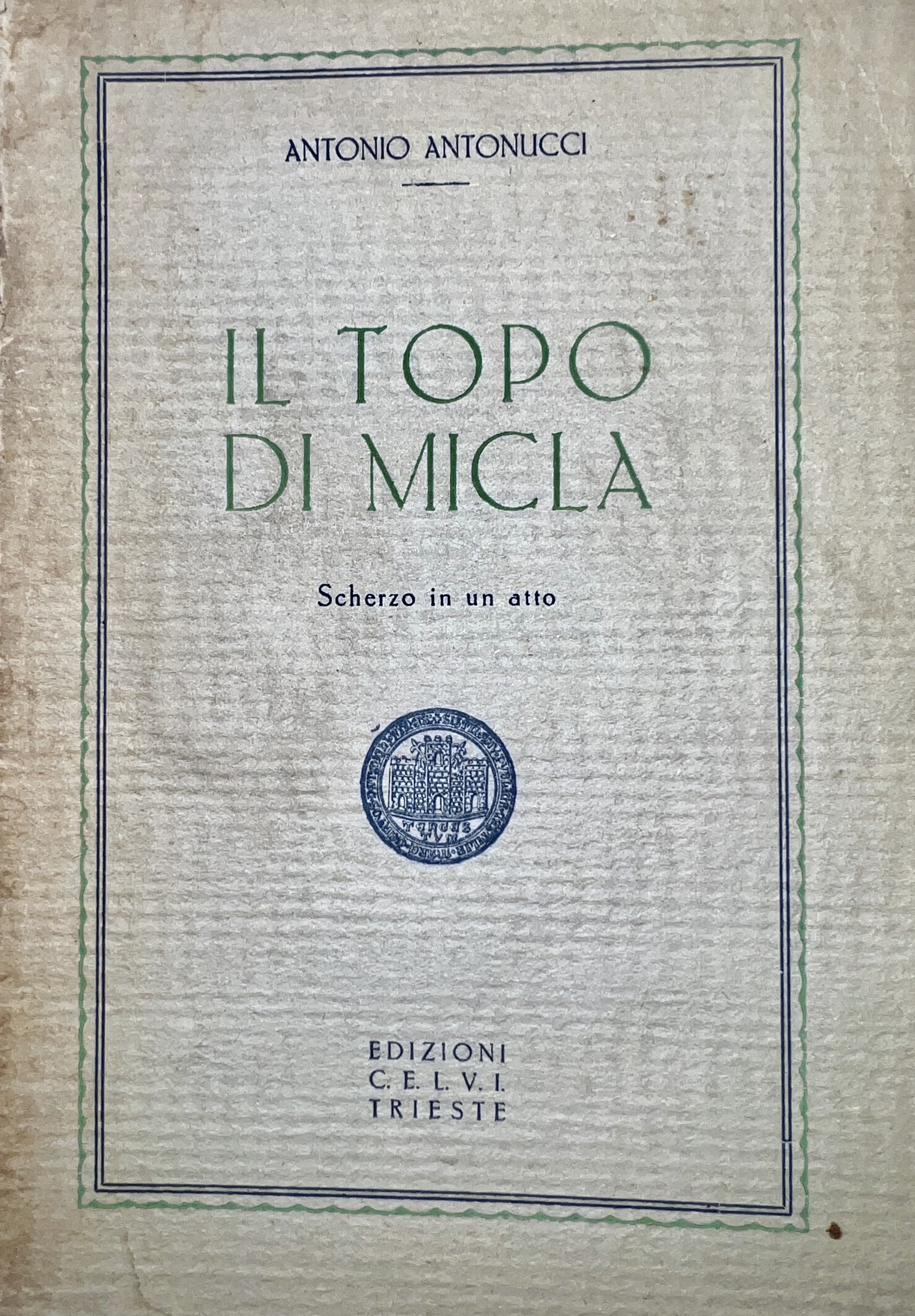
frontespizio del "topo di Micla" (Trieste, 1932)

In quegli anni a Trieste conobbe Laura Stultus, cugina del pittore Dyalma Stultus. Nel 1933 passò al quotidiano La Stampa di Torino,  trasferendosi con la moglie Laura Stultus a Torino, nella casa di Via Campana 18 bis, vicino al Parco del Valentino, e dove nel 1934 nacque la loro unica figlia Nerella. Nel 1935, assieme ad Alfio Russo e Paolo Zappa, fu uno degli inviati di guerra incaricati di seguire la Guerra d'Etiopia.
Nell'ottobre 1945 fu l'inviato speciale che La Nuova Stampa inviò a raccogliere le testimonianze dei sopravvissuti ai campi di prigionia e di sterminio che ritornavano in Italia. Un'esperienza che fu sconvolgente per Antonucci che si rese subito conto dell'orrore da cui fuggivano e di quanto importante fosse che i loro racconti venissero divulgati e conosciuti.
Su questo argomento scrisse vari articoli: i primi due, intitolati Il campo della morte, un redivivo racconta,  e Sala d'aspetto per il forno crematorio, del 14 ottobre e del 18 ottobre 1945, erano basati su un memoriale che Bruno Piazza, un avvocato triestino deportato ad Auschwitz, aveva scritto subito dopo il rientro in Italia. Antonucci presentava ampi passaggi di quel memoriale "...sperando nel contempo che qualche editore volesse pubblicarlo...".
La pubblicazione però avvenne solo nel 1956 da parte dell'Editore Feltrinelli con il titolo Perché gli altri dimenticano, un italiano ad Auschwitz.
Antonucci raccolse anche la testimonianza di Gino Valenzano che, scampato al Campo di concentramento di Mauthausen e rientrato a casa nel maggio 1945, aveva scritto il libro L'inferno di Mauthausen. Come morirono 5000 italiani deportati . L'articolo che Antonucci pubblicò su La Nuova Stampa del 16 dicembre 1945 si intitolava appunto Come morirono cinquemila italiani.
Non fu il primo giornalista a parlare dei deportati in Germania, già lo aveva fatto il suo collega de Vero Roberti, che su La Stampa aveva pubblicato un accenno al tema della deportazione e nel settembre 1945 Ercole Moggi dello stesso giornale aveva fatto il primo accenno allo sterminio ebraico nel settembre dello stesso anno, ma Antonucci fu il primo ad interessarsi in modo dettagliato e partecipato delle testimonianze dei sopravvissuti e a raccoglierle.
Continuò a collaborare a La Stampa come inviato speciale fin quasi al termine degli anni '60. Nel 1967 pubblicò 365 Probabilità di sorridere per Edizioni Vitalità, ed infine nel 1972 si trasferì a Milano, dove morì il 7 agosto 1975, lavorando fino alla fine per il noto quotidiano milanese La Notte.

## Riconoscimenti
Per la sua attività giornalistica nel Secondo dopoguerra in Italia ricevette il Premio Saint-Vincent per il giornalismo nella prima e nella seconda edizione (anni 1948 e 1949), replicando infine una terza volta nel 1965, sempre per La Stampa.